# Більараб бін Хім'яр
Більараб бін Хім'яр (араб. بلعرب بن حمير; д/н — 1749) — імам Оману в 1728—1737 і 1743—1749 роках. Відомий як Більараб (Абу'л-Араб) II.

## Життєпис
Походив з династії Ярубідів. Онук імама Султана бін Саїфа I і син Хім'яра. Про молоді роки відомостей обмаль. 1728 року після загибелі імама Мухаммада бін Насира на трон повернувся Саїф бін Султан II. Проте невдовзі населення область Джульфара оголосила Більараба новим імамом.
Почалася тривала боротьба, під час якої Більараб бін Хім'яр почав встановлювати владу над внутрішними районами, завдавши поразки військам Саїф бін Султан II під орудою його брата Більараба бін Султана, внаслідок чого плем'ябану-рувайх визнало владу бін Хім'яр. За цим було зайнято колишню столицю Оману — Нізву. Невдовзі було захоплено Беладі Саїт й Бахілі. Невдовзі на його бік перейшов клан аль-гафірі, а 1732 року частина улемів офіційно оголосила Більараба бін Хім'яра імамом. Разом з тим він не зміг підкорити портові міста, через які здійснювалася торгівля
1736 року белуджи на чолі із Більарабом бін Султаном спробували відвоювати Нзщву, проте Більараб бін Хім'яр завдавїм поразки. За цих обставин перський володар Надір Шах відправив до Оману свої війська. В першій значній битві 1737 року в Джульфарі Більараб бін Хім'яр зазнав поразки, відступивши до Нізви. Перси продовжували просуватися вглиб країни, захоплюючи міста. У 1738 році Більараб бін Хім'яр уклав мир з Саїфом бін Султаном II, зрікшись титулу імама. Це дозволило оманському війську завдати поразки Латіф Хану в битві біля Маскату і зрештою вигнати загарбників.
У лютому 1742 року, коли повстав Султан бін Муршид виявив обережність, зберігши мир з імамом. Знову прибули перси на заклик Саїфа бін Султана II. Втім у 1743 році останній та Султан бін Муршид померли.
За цих обставин Більараб бін Хім'яр знову оголосив себе імамом. Вимушен був протидіяти перському війську, яке зайняло значну частину країни. 1744 року перси оголосили імамом Ахмеда бін Саїда. Поступово той розширяв свою владу в Омані. Невдовзі плем'я бану-хіна перейшло на бік Ахмеда бін Саїда, а лкан аль-гафірі розколовся між Більарабом і Ахмедом. 1745 року в битві біля Бітне бін Хім'яр завдав поразки суперникові. В результаті встановив контроль над усіма внутрішніми районами та портом Сухар. 1747 року перси були вигнані з держави. Разом з тим боротьба між імамом і претендентом, а також персами призвело до втрати володінь у Східній Африці, де на сомалійському узбережжі постали незалежнісні міста-держави, а також з 1746 року — султанат Момбаса.
Вирішальна битва відбулася в оазі Джебель-Ахдар, де Більараб бін Хім'яр зазнав поразки й загинув, внаслідок чого влада в Омані перейшла до династії Абу-Саїд.